# Gaz lacrimogen
Gaz lacrimogen este un termen generic ce desemnează ansamblul de compuși chimici ce cauzează incapacitate temporară prin iritarea ochilor (înțepături, lăcrimare, dificultate în a ține ochii deschiși) și/sau a sistemului respirator. Exemple de gaze lacrimogene sunt sprayul cu piper, sprayul PAVA, gazul CS, gazul CR, gazul CN, bromoacetona, bromura de xilil. Ca gaz lacrimogen se alege unul cu toxicitate redusă și non letal. La temperatura camerei este alb, în stare solidă; rămâne stabil la încălzire; are solubilitate redusă în apă dar se dizolvă în solvenți organici. Are presiunea vaporilor joasă, fiind în general dispersat ca aerosol.

### Utilizare
Gazul este utilizat fie ca aerosol (pentru autoapărare) fie în grenade (de regulă de către poliție, pentru dispersarea mulțimii). Folosirea sa în scenarii reale de război constituie încălcare a Convenției pentru interzicerea armelor chimice (CWC), ale cărei standarde legale sunt implementate de Organizația pentru Interzicerea Armelor Chimice cu sediul la Haga.

### Efecte
Efectele gazului sunt accentuate în condiții de căldură și umiditate ridicată. Subiecții sub influența alcoolului sau a drogurilor sunt mai puțin sensibili datorită rezistenței crescute la durere. Efectele includ:
- iritarea căilor lacrimale și a ochilor
- iritarea căilor respiratorii
- probleme respiratorii
- greață, vomă
- spasme
- dureri toracice
- dermatite, alergii

Efectele unor doze mari de gaz:
- edem pulmonar
- hemoragii interne
- necroza țesuturilor căilor respiratorii
- necroza țesuturilor aparatului digestiv

## Tratament
Nu există un antidot specific pentru gazele lacrimogene comune.  Eliminarea gazului și a aerului contaminat este prima linie de acțiune. Îndepărtarea îmbrăcămintei contaminate și evitarea utilizării în comun a prosoapelor contaminate ar putea contribui la reducerea reacțiilor cutanate. De asemenea, a fost recomandată îndepărtarea imediată a lentilelor de contact, deoarece acestea pot reține particulele.
Odată ce o persoană a fost expusă, există o varietate de metode pentru a elimina cât mai multe substanțe chimice posibile și pentru a ameliora simptomele. Primul ajutor standard pentru arderea soluțiilor din ochi este irigarea (pulverizare sau spălare) cu apă. Există rapoarte că apa poate crește durerea din gazul CS, dar echilibrul dintre dovezile limitate sugerează în prezent că apa sau soluția salină sunt cele mai bune opțiuni. Unele dovezi sugerează că soluția Diphoterine , un produs de prim ajutor pentru stropirea chimică, poate ajuta la arsurile oculare sau la substanțele chimice din ochi.
Spălarea puternică a corpului cu săpun și apă pot elimina particulele care au aderat la piele, în timp ce hainele, încălțămintea și accesoriile care au intrat în contact cu vaporii trebuie spălate bine, deoarece toate particulele netratate pot rămâne active timp de până la o săptămână. Unii susțin folosirea ventilatoarelor sau uscătoarelor de păr pentru a evapora sprayul, dar acest lucru nu s-a dovedit a fi mai bun decât spălarea.
Analgezicele orale pot ajuta la ameliorarea durerii oculare.

### Remedii naturale
Oțetul, jeleul de petrol, laptele și sucurile de lămâie au fost de asemenea folosite de activiști. Nu este clar cât de eficiente sunt aceste remedii. În special, oțetul însuși poate arde ochii și inhalarea prelungită poate de asemenea să irită căile respiratorii . Deși uleiurile vegetale și oțetul au fost de asemenea raportate ca ajutând la ameliorarea arderii cauzate de spray-ul de piper. Un mic proces de sampon pentru bebeluși pentru spălarea ochilor nu a arătat vreun beneficiu.